# Symphony Hall (Birmingham)

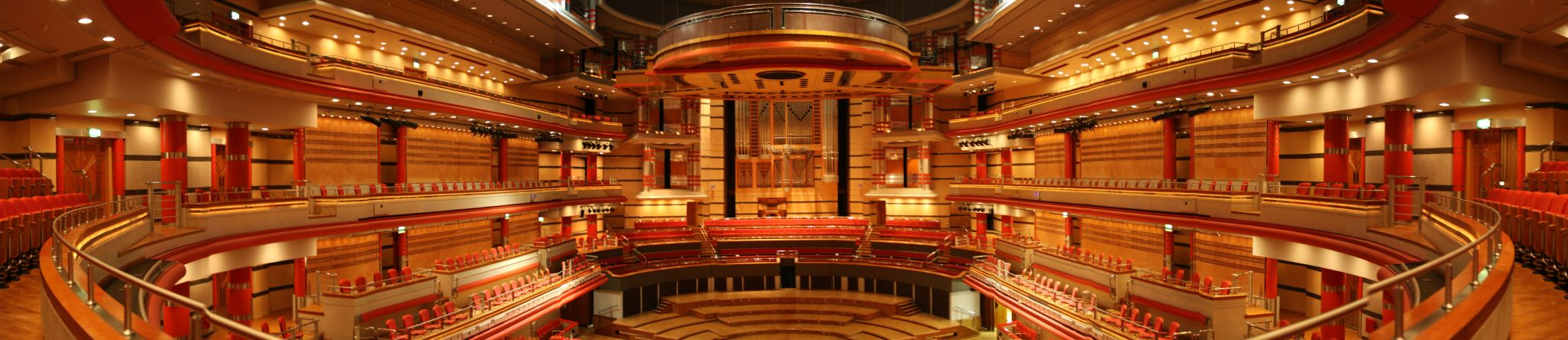

Symphony Hall de Birmingham, Inglaterra se encuentra dentro del Centro Internacional de Convenciones que alberga once salas.
Inaugurado en abril de 1991 el auditorio de conciertos tiene capacidad para 2164 espectadores y es la sede de la City of Birmingham Symphony Orchestra en su momento bajo la gestión de Sir Simon Rattle.
Diseñado preferentemente para espectáculos de música clásica tiene la flexibilidad para adaptarse a todo de tipo de manifestación artística.
Está considerado uno de los mejor resueltos en el mundo arquitectónica y acústicamente entre las salas de concierto de su tipo.
En el año 2001, para el décimo aniversario, se añadió un órgano de 6,000 tubos.

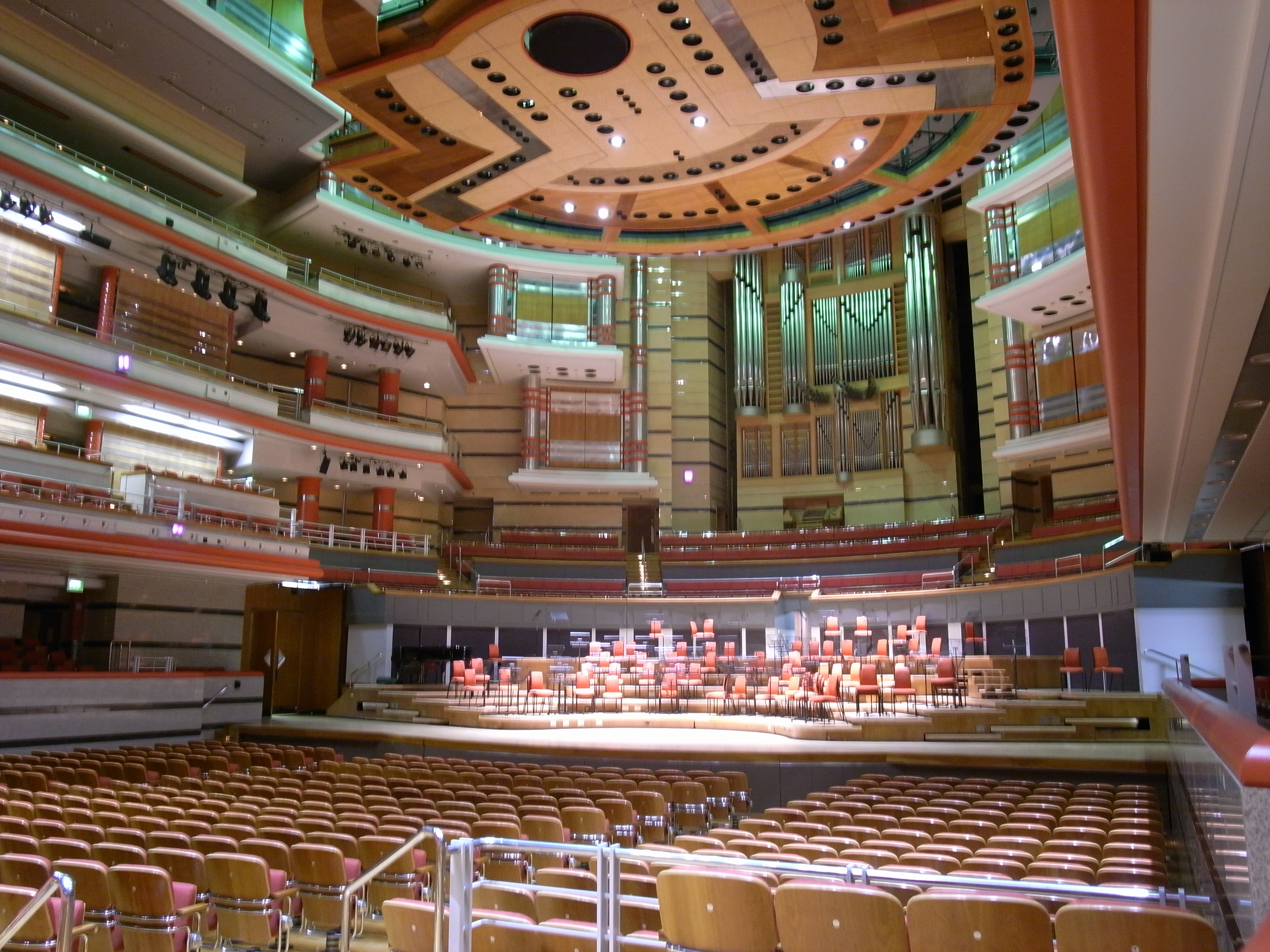